# Bathythrix ithacae
Bathythrix ithacae là một loài tò vò trong họ Ichneumonidae.